# 도쿄 가스
도쿄 가스 주식회사(일본어: 東京瓦斯株式会社) 또는 도쿄 가스(일본어: 東京ガス とうきょうガス[*])는 도쿄도를 포함한 간토 지방 6현을 담당하는 도시가스 사업체이다. 총연장 6만 km의 가스 배관을 소유하며, 도시가스사업자로서 세계 최대, 일본 국내 최대 규모이다.

## 연혁
- 1872년 - 요코하마에서 일본 최초의 가스 사업이 시작되다.
- 1876년 - 도쿄 부 가스국이 개설.
- 1885년 8월 28일 - 도쿄부, 도쿄 가스국을 시부사와 에이이치·오쿠라 키하치로에게 24만 엔에 불하 허가. 10월 1일 - 교부를 받은 시부사와 재벌의 창시자 시부사와 에이이치, 아사노 재벌의 창시자 아사노 소이치로 등에 의해서, 도쿄 가스 회사로서 창립되다(자본금 27만 엔).
- 1944년 11월 - 요코하마시 가스국의 사업을 인수한다.
- 1969년 - 미국의 알래스카 주에서 액화 천연 가스(LNG)의 수입을 개시.
- 1972년 - 천연 가스 공급을 위한 열량 변경 작업을 개시.
- 1973년 - 브루나이의 LNG 도입을 개시.
- 1983년 - 말레이시아의 LNG 도입을 개시.
- 1988년 - 천연 가스에 대한 열량 변경 작업을 완료.
- 1989년 - 호주의 LNG 도입을 개시.
- 1994년 - 인도네시아의 LNG 도입을 개시.
- 1998년 - 카타르의 LNG 도입을 개시.
- 2014년 - 한국가스공사 측이 LNG 공동조달 협정
- 2023년 - (사)한국가스연맹 측이 e-메탄가스 산업시찰